# William G. James
William Garnet James, más conocido como William G. James (Ballarat, 28 de agosto de 1892 - 10 de marzo de 1977) fue un pianista y compositor australiano.

## Biografía
Estudió en la Universidad de Melbourne y piano en el Conservatorio de Música, donde se graduó en 1912. Por recomendación de la pianista Teresa Carreño, se dirigió al extranjero para estudiar en Londres y Bruselas con Arthur De Greef, un antiguo alumno de Franz Liszt y Camille Saint-Saëns. Es alrededor de este periodo en que James compuso sus Seis canciones australianas Bush, dedicadas a Nellie Melba.
A partir de 1914 dio numerosos conciertos en Londres, donde también estrenó algunas de sus obras, la mayoría escritas para piano.